# Joesley Batista
Joesley Batista (Fermosa, 8 de diciembre de 1972) es un empresario brasileño, responsable del proceso de expansión e internacionalización del Grupo JBS, una de las principales empresas de la agroindustria en Brasil. En 2016 fue incluido por la revista Forbes entre las 70 mayores fortunas de Brasil.

## Biografía
Hermano de los también empresarios José Batista Júnior y Wesley Batista, e hijo del patriarca Zé Mineiro, fundador del Grupo JBS, Joesley Bastida se dedicó desde los 14 años a la compañía familiar. En 2012 se casó con la periodista de televisión Ticiana Villas Boas. Joesley y Ticiana son padres de un niño.

## Grupo JBS
Fundado por su padre en la ciudad de Anápolis, en el interior del estado de Goiás, en 1953 nace el gigante JBS, una compañía cárnica que recibió las siglas de su fundador, José Batista Sobrinho, conocido como Zé Mineiro. Durante la construcción de la nueva capital brasileña, Brasilia, Zé Mineiro, que vendía la carne de 5 animales por día, aprovechó el auge de los nuevos moradores de la ciudad, de las muchas compañías que estaban levantando centenares de edificios públicos, para expandir sus negocios y crecer por todo el país con su marca de carne, Casa da Carne Mineira.
A mediados de la década de 1990, una nueva generación se hace cargo de la compañía. En pocos años, a través de adquisiciones, la empresa se internacionaliza. Además, a partir de 2007 va a cotizar en Bolsa. Algunos de los hitos de la compañía son los siguientes:
- En septiembre de 2005, JBS adquiere la compañía Swift, de Argentina.[5]
- En 2007, JBS sale a Bolsa. Ese mismo año, JBS se convirtió en la mayor empresa de procesamiento de carne bovina del mundo al comprar la compañía Swift de Estados Unidos.[6] * En diciembre de 2007 compra el 50% de la italiana Inalca por 225 millones de euros y entra en el mercado europeo de alimentos.[7][8]
- En 2008, JBS adquiere dos empresas de importancia; la compañía australiana Tasman Group por 150 millones de dólares,,[9] y la empresa estadounidense Smithfield Foods por 565 millones de dólares.[10][11]

En 2014, Joesley Batista se hizo cargo de la compañía tras pasar su hermano José Batista Júnior a la política.

## Operación Lava Jato
En julio de 2016, el empresario fue blanco de investigaciones en la Operación Lava Jato, por supuestos pagos de sobornos por la JBS al exdiputado y expresidente de la Cámara de los Diputados Eduardo Cunha, para la liberación de recursos del FI-FGTS.
En 17 de mayo de 2017, el periódico O Globo divulgó que Joesley, a través de la figura de la delación premiada, en el ámbito de la Operación Lava Jato, entregó una grabación hecha el 7 de marzo de 2017 de un diálogo con el presidente Michel Temer, pidiendo la "compraventa del silencio" de Eduardo Cunha, que había sido detenido en aquella operación. En carta hecha publica al día siguiente, pidió disculpas a la ciudadanía por los sobornos: 

"Nosso espírito empreendedor e a imensa vontade de realizar, quando deparados com um sistema brasileiro que muitas vezes cria dificuldades para vender facilidades, nos levaram a optar por pagamentos indevidos a agentes públicos"
Joesley Batista.